# 木村那美
木村 那美（きむら なみ、1986年12月14日 - ）は日本のAV女優。
趣味、特技：音楽鑑賞。

## 略歴
神奈川県出身。2006年に『新人×ギリギリモザイク 新人ギリギリモザイク』（エスワン）でAVデビュー。

## 作品
2006年
- 新人×ギリギリモザイク 新人ギリギリモザイク（4月19日、エスワン）
- ギリギリモザイク 那美のセックスじっくり見せてあげる（5月19日、エスワン）
- Highest Boin 乳房でイカす女（7月6日、タカラ映像）
- ギリギリモザイク バコバコ大乱交2（7月7日、エスワン）共演:大沢佑香、川村カンナ
- 巨乳アイドル陵辱肉奴隷（8月4日、ヒビノ）
- ヤリマンギャルコンパニオン（8月20日、イマージュ）共演:藤井彩、瀬咲るな、眞雪ゆん、坂井あいり、野々宮りん、咲月ゆり、上原空、南国楓
- 巨乳若妻陵辱散華（8月21日、V&S）
- 乳の日 6（9月2日、モヒカン）
- 真性21発 生中出し（9月21日、SODクリエイト）
- 巨乳女教師狩り 輪姦夏合宿（9月21日、ヒビノ）
- ボディコンメイドカフェ（9月25日、イマージュ）共演:眞雪ゆん、坂井あいり、瀬咲るな
- ヌーディストGALビーチ（9月25日、イマージュ）共演:南国楓、藤井彩、瀬咲るな、上原空、根本わか、咲月ゆり、眞雪ゆん、坂井あいり
- 女教師レイプ レイプされる8人の女教師（10月10日、隼エージェンシー）他出演:小春、安奈久美、菅野亜梨沙、綾野みゆき、ひかり、速水怜、名波ゆら
- 乳魂 超癒し系爆乳 細身系美爆乳（10月19日、桃太郎映像出版）他出演:三浦優月
- エロかわモデル強姦中出し（10月19日、ミスター・インパクト）他出演:麻生岬、一ノ瀬カレン、さくらの、川尻みゆき
- ボクの新妻は巨乳で裸エプロンでメガネっ娘。 #21（10月20日、ゴーゴーズ）
- 巨乳ハーレムソープ（10月20日、ジェイモデル）共演:野々宮りん、眞雪ゆん、藤井彩
- 巨乳女子校生 中出し20連発（11月4日、アイエナジー）
- 巨乳LOVE4 14人の巨乳ギャルに中出ししたりパイズリ抜きしてもらいました!（11月11日、隼エージェンシー）他13名出演
- こだわりの手コキ 4時間SP II（11月11日、隼エージェンシー）他多数出演
- もしも巨乳看護婦の時間よ止まれ!僕は透明人間!超能力ハイスクールで素人コギャルズMANIAXに中出しック天国!?（12月7日、V&Rプロダクツ）共演:さとう和香、春名えみ
- オナニスト［第十五章］（12月10日、隼エージェンシー）他多数出演

2007年
- 奴隷島 第七章 貞操帯の女（1月7日、アタッカーズ）共演:加瀬あゆむ、長谷川あゆみ、MAYA
- フェラコレ2007冬SP（1月13日、隼エージェンシー）他多数出演
- 真説 乳姫 VOL.2（1月19日、U&K）
- 膣内注入 中出し専用マンコ（2月1日、ワンズファクトリー）
- 淫らなお姉さんは好きですかDX2（2月16日、クリスタル映像）他出演:二階堂美紀、吉井ほのか、江藤桃香、新村愛、木村樹里、進藤理紗、山里千夏、浅田未央、杉浦まな、華美月 他
- ラブレズ（3月1日、みるきぃぷりん♪）共演:椎名りく
- Boin Intelligence [巨乳銀行レディ]（3月15日、ドリームチケット）他出演:神谷まり、天咲めい、上原れい
- 爆イキ（3月17日、アヴァ）
- Gカップ爆乳メイドの精飲と飲尿（3月19日、エムズビデオグループ）
- 私の本気オナニー宣言! 2（3月19日、BRAVO）
- レズの家 3（3月19日、スタイルアート）共演:椎名りく
- 女子校生の亀頭責め（3月19日、スタイルアート）他出演:椎名りく、小春
- Boin’s Cafe(巨乳カフェ） 撮り下ろし4時間（4月15日、ドリームチケット）他出演:柚咲あんず、上原れい、水森あおい
- W生ハメ連射砲×連続真正中出し（4月19日、みるきぃぷりん♪）共演:椎名りく
- ドリーム学園11（5月3日、MOODYZ）共演:峰なゆか、ICHIKA、原千尋、黒沢英里奈(喜田嶋りお）、飯島夏希、白鳥あきら、みなもとみいな、rico
- 巨乳義母生中出し 2（6月15日、TMA）他出演:山口真理、向井莉奈、志村玲子
- すごい爆乳美人の中出しアナル飲尿FUCK（7月19日、エムズビデオグループ）
- やりたい放題 2（7月25日、ながえスタイル）他出演:あだちもも、相武梨沙、華沢レモン、倖田李梨、常盤みどり
- 大人たちの非常識変態性行為（7月25日、ながえスタイル）他出演:桜沢まひる、友田真希
- ぶっかけ中出しレズビアンW爆乳（8月19日、エムズビデオグループ）共演:松坂みるく
- 肉欲アリ地獄 レズの罠に堕ちる女たち（8月25日、ながえスタイル）共演:桜沢まひる、倖田李梨、華沢レモン
- カップル目的暴行魔（8月25日、ながえスタイル）他出演:東早苗、桜沢まひる、藤本ちさと、生田沙織
- ドリーム学園11 完全版（10月13日、MOODYZ）共演:峰なゆか、ICHIKA、原千尋、黒沢英里奈(喜田嶋りお）、飯島夏希、白鳥あきら、みなもとみいな、rico